# Federaal Strafhof

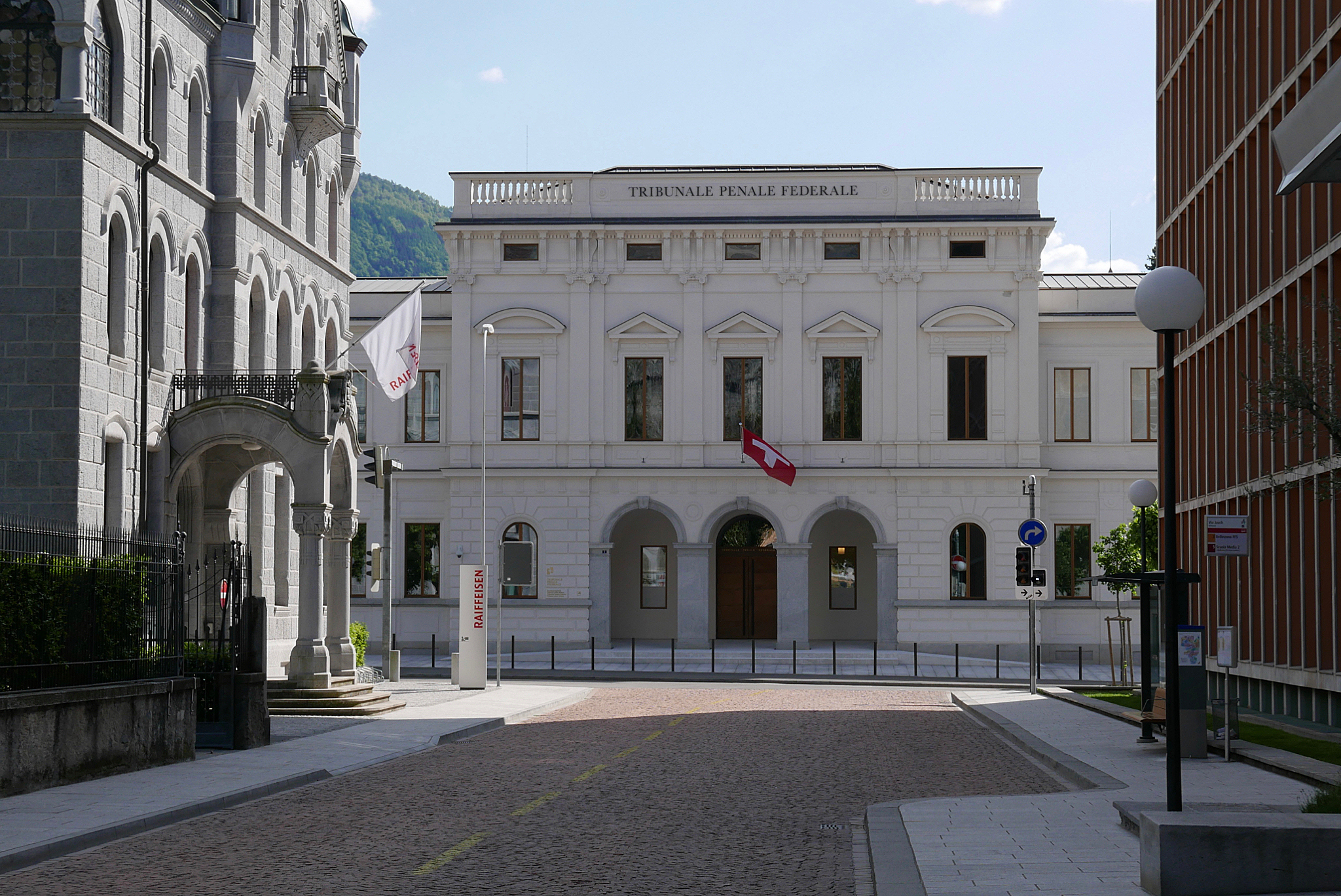
Het Federale Strafhof in Bellinzona

Het Zwitserse Federale Strafhof (Duits: Bundesstrafgericht, Frans: Tribunal pénal fédéral, Italiaans: Tribunale penale federale) is de rechtbank van eerste aanleg in zaken die onder het federale strafrecht vallen. Het is opgericht in 2002 en zetelt in de stad Bellinzona in Ticino.
- Gemeinsame Normdatei: 16040216-5
- International Standard Name Identifier: 0000 0001 0710 736X
- Virtual International Authority File: 159345168